# Háran
Háran (hebrejsky הָרָן‎, Haran) je jméno dvou biblických postav. Jméno se vykládá jako „Horal“ či „Horský“.

## Abrahámůvbratr
První biblická zmínka o osobě jménem Háran se týká Abrahámova nejmladšího bratra, který zemřel ještě za života svého otce Teracha v chaldejském Uru. Podle židovských vykladačů Háran zemřel v přítomnosti svého otce, který byl původně výrobcem a prodejcem model. Když se Háranův starší bratr Abrahám vzepřel modlářství svého otce a rozbil modly, které byly určeny k prodeji, postěžoval si Terach na chování svého syna Nimrodovi – tehdejšímu vládci Uru. Ten nechal Abraháma za trest vhodit do rozpálené pece a Háranovi dal na výběr – buď bude následovat Abraháma nebo jeho. Háran vsadil na vítěze a když viděl, že Bůh Abraháma z ohně zachránil, přidal se na stranu svého bratra. Nato také jeho Nimrod hodil do pece, ale Bůh jej nezachránil, protože „se vzepřel Nimrodovi nikoli z víry, ale pouze proto, že čekal i pro sebe zázrak“.
Háran měl tři děti: syna Lota a dcery Milku a Jisku. Po smrti Hárana se Abrahám ujal svého synovce Lota a vzal si za ženu Sáru, kterou židovská tradice ztotožňuje s Jiskou, dcerou Hárana. Abrahámův bratr Náchor si pro změnu vzal za ženu Milku. Těmito sňatky chtěli synové Teracha zmírnit bolest svého otce nad ztrátou svého nejmladšího syna.

## Levita
Tento levita jménem Háran figuruje ve jmenném seznamu těch, kterým byla přidělena za krále Davida služba při Chrámu v Jeruzalémě.